# Christian Tramitz
Christian Tramitz (ur. 29 lipca 1955 roku w Monachium) – niemiecki aktor, komik i scenarzysta telewizyjny i filmowy. Często brał udział w dubbingu. Użyczył głosu bohaterom kinowym granym przez takich hollywoodzkich aktorów jak Alec Baldwin, Jackie Chan, John Cusack, Matt Dillon, John Ritter, Ben Stiller i Ted McGinley.

## Życiorys

### Wczesne lata
Syn producenta filmowego Rudolfa Tramitza i Moniki (z domu Hörbiger), jest wnukiem austriackiego aktora Paula Hörbigera i siostrzeńcem austriackiej aktorki Christiane Hörbiger. Studiował historię sztuki, filozofię i teatr. Uczęszczał na zajęcia aktorskie pod kierunkiem Ruth von Zerboni i lekcje gry na skrzypcach z Antal Verres w Konserwatorium Muzycznym w Monachium.

## Filmografia

### Filmy fabularne
- 1997: Tęsknota za miłością (Hunger – Sehnsucht nach Liebe) jako Jan
- 2000: Erkan i Stefan (Erkan & Stefan) jako BND #2
- 2001: But Manitou (Der Schuh des Manitu) jako Ranger
- 2004: Gwiezdne jaja: Część I – Zemsta świrów ((T)Raumschiff Surprise – Periode 1) jako kapitan Kirx
- 2004: 7 krasnoludków – historia prawdziwa (7 Zwerge – Männer allein im Wald) jako Wielki Łowczy
- 2006: Francuski dla początkujących (Französisch für Anfänger) jako Nouvelleville
- 2006: 7 krasnoludków: Las to za mało – historia jeszcze prawdziwsza (7 Zwerge – Der Wald ist nicht genug) jako Wielki Łowczy
- 2007: Wyspa skarbów (Die Schatzinsel) jako John Trelawney
- 2007: Miłość z przedszkola (Keinohrhasen) jako Typ
- 2009: Gra w ojca (Das Vaterspiel) jako Kramer
- 2010: Jerry Cotton jako Jerry Cotton
- 2010: Błękitny ognik (Das Blaue Licht) jako sługa z lampą

### Seriale TV
- 1995: Telefon 110 (Polizeiruf 110) jako Roter Kaviar
- 2003: Wyścig o kasę (Crazy Race) jako Berger
- 2008: Kobra – oddział specjalny (Alarm für Cobra 11) jako Harald Flensmann

### Dubbing

#### Filmy fabularne
- 1981: Dzielna Mysz (Danger Mouse) – Stilleto
- 1990: Jeździec srebrnej szabli (Saber Rider and the Star Sheriffs) – Colt
- 2000: Miasteczko South Park (South Park: Bigger, Longer & Uncut) – Phillip
- 2002: Final Fantasy: The Spirits Within – kapitan Gray Edwards
- 2002: Faceci w czerni II (Men In Black II) – Scrad / Charlie
- 2003: Gdzie jest Nemo? (Finding Nemo) – Marlin
- 2005: Garbi: super bryka (Herbie: Fully Loaded)
- 2006: Asterix i wikingowie (Astérix et les Vikings) – Asterix
- 2006: Auta (Cars) – Chick Hicks
- 2007: Lissi na lodzie (Lissi und der wilde Kaiser) – Franz/ojciec Franza
- 2008: Dzwoneczek (Tinker Bell) – Boble
- 2008: Simpsonowie (The Simpsons) – Sideshow Bob
- 2008: Piorun (Bolt) – Piorun

#### Seriale TV
- 1991: Żar tropików (Tropical Heat) – Nick Sloughter
- 1991-92: Dzielny Agent Kaczor (Darkwing Duck) – Steelbeak
- 1995–2001: Xena: Wojownicza księżniczka (Xena: Warrior Princess) – narrator
- 1997: Świat według Bundych (Married... with Children) – Jefferson D’Arcy
- 2002: Final Fantasy: The Spirits Within – kapitan Gray Edwards
- 2005: Jak poznałem waszą matkę (How I Met Your Mother) – starszy Ted z 2030, narrator